# Гуменюк, Олег Иванович
Олег Иванович Гуменюк (укр. Олег Іванович Гуменюк; род. 27 августа 1970, Хмельницкий, Хмельницкая область, Украинская ССР) — украинский политический деятель, депутат Верховной рады Украины IV-VI созывов (2002—2012).

## Биография
Родился 27 августа 1970 года в Хмельницком.
В 1992 году окончил Хмельницкий технологический институт по специальности инженер-экономист, с 1992 по 1994 год учился в аспирантуре Хмельницкого технологического института.
С 1994 по 2002 год работал коммерческим директором, затем председатель ООО «Зарево-Экспо», с 1999 года являлся председателем наблюдательного совета ООО «Тернопольхлебпром».
Являлся членом Центрального провода Украинской народной партии с января 2003 года, членом правления УНП, председателем Центрального исполкома партии Народный союз «Наша Украина», председателем Тернопольской областной организации НСНУ. На президентских выборах 2004 года был доверенным лицом Виктора Ющенко по избирательному округу № 134.
На парламентских выборах в 2002 году избран народным депутатом Верховной рады Украины IV созыва по избирательному округу № 165 Тернопольской области, был выдвинут Блоком Виктора Ющенко «Наша Украина», получив 47,30% голосов среди 14 кандидатов. В парламенте состоял во фракции «Наша Украина», был членом комитета по вопросам экономической политики, управления народным хозяйством, собственности и инвестиций.
На парламентских выборах в 2006 году избран народным депутатом Верховной рады Украины V созыва от блока «Наша Украина», был № 67 в партийном списке. Состоял во фракции Блока «Наша Украина», был членом Комитета по вопросам промышленной и регуляторной политики и предпринимательства. 8 июня 2007 года досрочно прекратил свои полномочия во время массового сложения мандатов депутатами-оппозиционерами с целью проведения внеочередных выборов в Верховную раду.
На парламентских выборах в 2007 году избран народным депутатом Верховной рады Украины VI созыва от блока «Наша Украина — Народная самооборона», был № 34 в списке. Являлся членом фракции блока «Наша Украина — Народная самооборона». Являлся председателем подкомитета по вопросам регуляторной политики Комитета по вопросам промышленной и регуляторной политики и предпринимательства.